# Années 1040 av. J.-C.
Les années 1040 av. J.-C. couvrent les années de 1049 av. J.-C. à 1040 av. J.-C.

## Événements

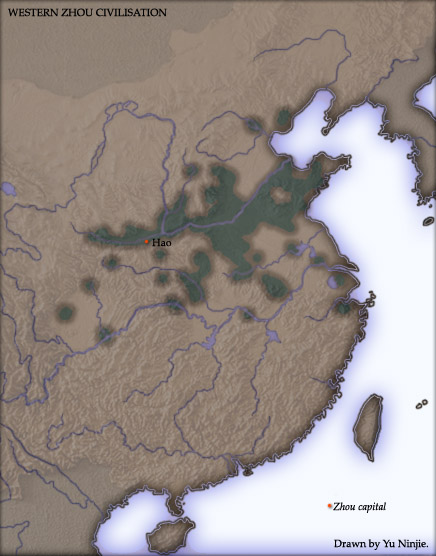
Période des Zhou de l'Ouest en Chine.

- 1050-1032 av. J.-C.[1] : règne d'Ashurnasipal Ier, roi d’Assyrie[2].
- 1049 av. J.-C. : date traditionnelle de la fondation de Cymé par des colons grecs éoliens.
- Vers 1046-1035 av. J-C.[1] : règne de Marduk-zer-..., roi de Babylone.
- Vers 1046 av. J.-C.[3] : bataille de Muye[4]. Destruction de Yin, capitale des Shang par les Zhou (venus de la vallée de la Wei d’où ils fuyaient les barbares de l’Ouest) qui fondent la leur près de Xi'an (Shaanxi). Di Xin (Zhou Xin), dernier roi de la dynastie Shang, qui s’était rendu impopulaire par sa cruauté et sa débauche est détrôné et se suicide en se jetant dans les flammes.
- 1046-771 av. J.-C. : dynastie des Zhou occidentaux, fondée par Wu Wang qui domine une grande partie de la Chine, de la Mongolie-Intérieure au nord jusqu’au Yangzi Jiang au sud et du Gansu à l’ouest jusqu’à la mer[5]. L’État Zhou se répartit en une série de domaines discrets, dont beaucoup appartiennent au souverain (domaine royal), d’autres sont cédés en fief aux membres du clan royal et aux familles qui ont aidé les Zhou à accéder au pouvoir et aux clans de sujets et de dignitaires importants. Un fief est accordé à la famille royale Shang dans le Henan oriental.
- 1046-1043 av. J.-C. : règne de Zhou Wuwang, premier roi de la dynastie Zhou, en Chine[4].
- 1043-1021 av. J.-C. : règne de Zhou Chengwang, deuxième roi de la dynastie Zhou, en Chine[4].
- vers 1042–1039 J.C. : Révolte des Trois Gardes, durant laquelle trois oncles de Zhou Chengwang s'allient aux derniers partisans des Shang  pour tenter de renverser leur neveu. Avec l'aide du Duc de Zhou, Chengwang écrase la révolte et la dynastie Zhou en sort renforcée.